# هوارد ألفين كروم
هوارد ألفين كروم (1922-2002) (بالإنجليزية: Howard Alvin Crum)‏ هو عالم نبات أمريكي.